# Çakmaklı, Saruhanlı
Çakmaklı là một xã thuộc huyện Saruhanlı, tỉnh Manisa, Thổ Nhĩ Kỳ. Dân số thời điểm năm 2011 là 298 người.